# 王信福
王信福（1952年10月7日—）綽號信福、福哥，是目前中華民國最年長的死刑犯，監察院與部分人權團體則把其案件視為是死刑冤案。王信福在嘉義縣嘉義市平等街出生，其父親很早就逝世，母親則幫人洗衣、打掃維持生計。在青少年時期，王信福曾在木材行做過木工學徒，並經常穿著花色襯衫。當時中華民國政府大力取締「奇裝異服」人士，王信福因為穿著花色襯衫、頭髮太長、深夜在外遊蕩等原因，被警察依照《違警罰法》拘留。在累積幾次違反紀錄後，沒有案底的王信福被認定是「流氓」，並被臺灣警備總司令部依照《臺灣省戒嚴時期取締流氓辦法》移送管訓。
在管訓期間，王信福曾支援興建南橫公路，並幾次嘗試逃跑。在幾年後，王信福快速累積案底，數次關押在看守所或監獄、以及移送職訓總隊。1990年8月10日，王信福、李慶臨、陳榮傑等人到嘉義市「船長卡拉OK」歌唱飲酒，慶祝女朋友張清梅懷孕。但過程中因為兩度沒有點到歌曲，王信福當眾咆嘯。後續警方獲報到場，陳榮傑竟向警察黃鯤受、吳炳耀開槍，導致兩人急救無效。案發後，王信福等酒客迅速離開犯罪現場，李慶臨接應陳榮傑逃亡，並為其串供及協助丟棄兇槍。不久後，李慶臨向警方投案說明，陳榮傑則被逮捕。由於覺得自己會被冤枉，王信福並未到案。
陳榮傑被捕後，供述關於王信福的證詞說法多次反覆，最早提到是王信福交付手槍，並「扶手肘」命令開槍；其後改稱王信福殺死一人，自己殺死一人。臺灣嘉義地方檢察署以殺人罪起訴王信福、李慶臨、陳榮傑，認定王信福先朝黃鯤受開槍，再命令陳榮傑朝吳炳耀開槍。不過歷審認定王信福將手槍交給陳榮傑，並扶著後者手肘，向黃鯤受、吳炳耀開槍。最終法院認定李慶臨無故持有手槍，判處有期徒刑2年6月；陳榮傑共同連續殺人，判處死刑。1992年，陳榮傑執行槍決。王信福則潛逃中國大陸長達16年。一直到2006年，王信福因為眼疾返回臺灣，入境時被警方逮捕。
王信福案關鍵證據稀少、欠缺真實性擔保，亦未傳喚關鍵證人李慶臨到庭。除了陳榮傑外，其他證人的證詞無法證明「王信福命令陳榮傑」、「扶手肘」等動作，甚至申訴曾遭到警方刑訊逼供或誘導訊問。不過歷次判決仍使用陳榮傑未經對質詰問的警詢供述，當作王信福有罪的唯一或主要證據，並判處王信福死刑。2011年7月27日，最高法院駁回上訴，王信福死刑定讞。其後律師聲請4次再審、1次非常上訴、及1次釋憲，均遭到駁回。
2024年3月，監察院調查報告認為王信福案是冤案，籲請中華民國法務部提起非常上訴及再審。同年，司法院憲法法庭受理王信福等37名死刑犯聲請的死刑釋憲案。目前王信福正關押在法務部矯正署臺南看守所。9月20日，憲法法庭做出《憲法法庭113年憲判字第8號判決》，認為死刑的刑罰規定有條件合憲，全體聲請人37名死囚得援引判決意旨提起非常上訴。最高檢察署表示，將依相關法律規定妥速辦理。

## 早年成長

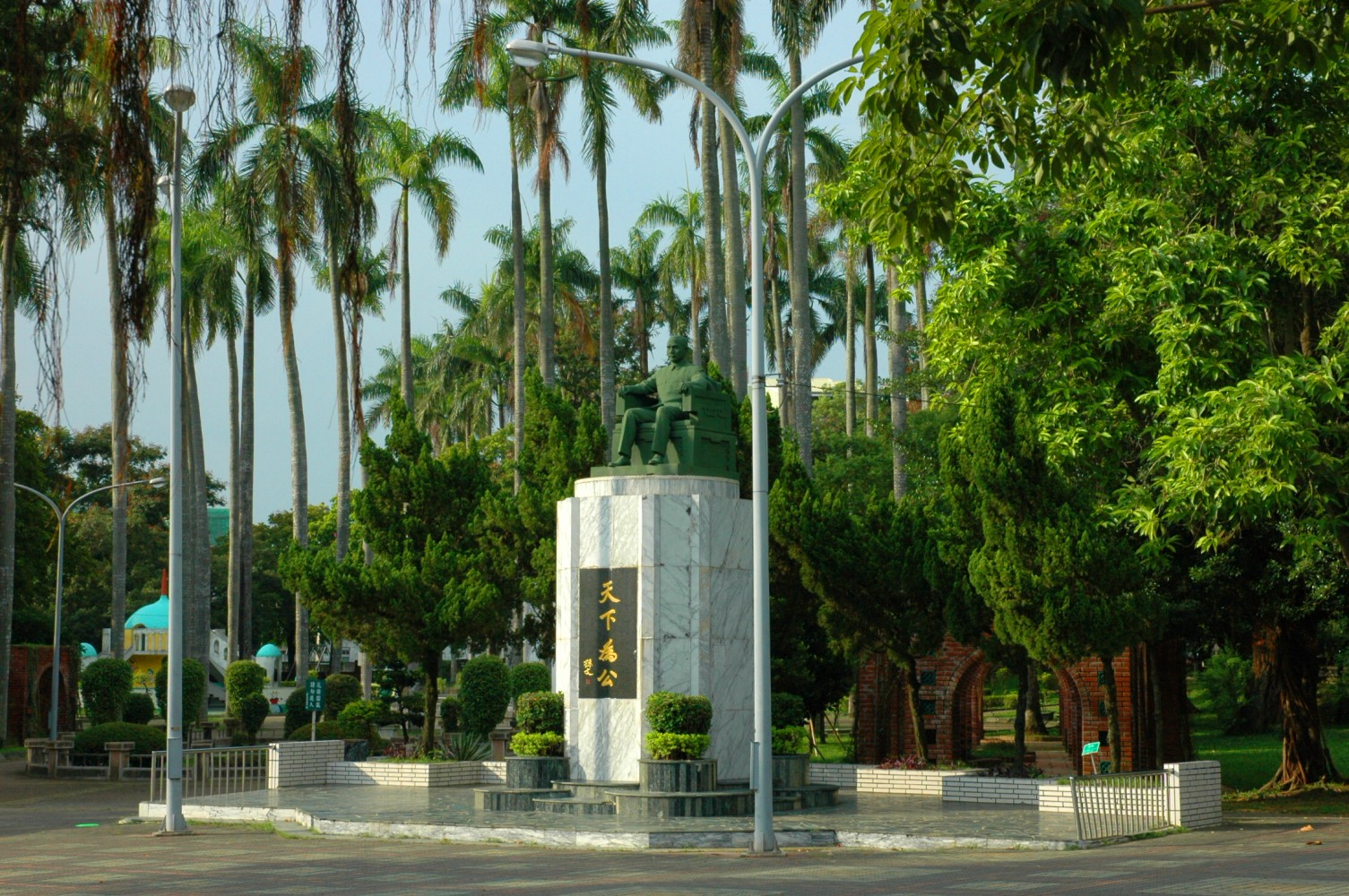
王信福在嘉義市的一個底層家庭出生，嘉義公園是其最熟悉的地方之一。

1952年10月7日，王信福在嘉義市平等街的一個底層家庭出生。王信福在平等街的老家是一整排樣式一樣的平房，建築空間窄長，且只有前後採光。建築中間部分被隔成三個房間，右側部分則有一條長廊，在正門處則往內留有騎樓空間。王信福的父親是中藥商，有時會去深山裡採藥。王信福的母親幫人洗衣、打掃賺錢，藉此維持家計。王信福在家中排行老三，上面有兩位哥哥，下面有一位妹妹。王信福的母親接連生下三個男孩，在幾年後想要養育一個女孩，因而另外收養一位妹妹。
與哥哥們一樣，王信福就讀離家最近的嘉義市西區垂楊國民小學。不過王信福的父親在一次前往山上採藥時，走到半路就突然感覺身體極為不適，在回到平地途中逝世。在這之後，王信福家只剩下母親與4個孩子，而家裡剩下的男性也早早分散各地。當時嘉義市是阿里山林業鐵路的起點，木材加工產業興旺。在極盛時期，嘉義市內便有150間木材商店。在青少年時期，王信福本來要去學習製作模具，但是由於該行業的工作會吸入廢氣，於是母親要求王信福轉去木材行做木工學徒。
在做木工學徒時，王信福處處小心工作，但難免還是會遭到體罰。而不去木材行的時候，王信福就和朋友們一起在嘉義車站前為計程車拉客，想辦法賺錢生活。當時只要為計程車拉到5名客人，自己就可以抽成1人，拉客賺到的錢還比做學徒還多。在這段期間，王信福結交許多同年齡的朋友，大家一起說笑打鬧，並不會覺得是在工作。其中王信福與蔡振義是一起長大的朋友，並在後來認識李慶臨（綽號「小李」）。不過王信福的母親討厭王信福的朋友，並覺得王信福都是被這些朋友帶壞。

## 戒嚴經歷

### 取締「流氓」

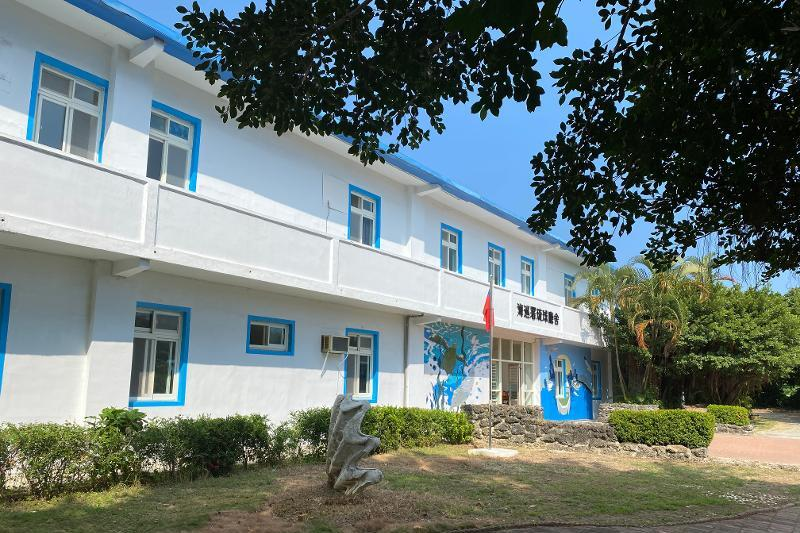
在累積數次違反《違警罰法》的紀錄後，臺灣警備總司令部依照《臺灣省戒嚴時期取締流氓辦法》，將王信福移送管訓。

在臺灣戰後時期，中華民國政府將取締、整治「流氓」視為國家安全問題，流氓管訓制度便成為頻繁使用的政治控制、壓制手段。臺灣警備總司令部隸屬於中華民國國防部，是集結情報、偵查、審判、執行等權力的機關，並把司法體系、公共安全機關視為其下屬。《臺灣省戒嚴時期取締流氓辦法》、《違警罰法》是當時構築流氓管訓制度的主要法規。流氓管訓制度的取締程序是「遇案取締」，由警察局調查事實認定、告誡當事人並彙整名單，呈報臺灣警備總司令部審核決定、造冊列管。當當事人再有「流氓」行為，便逮捕並送到外島的職訓總隊管訓、強迫勞動。
臺灣省議會曾批評流氓管訓制度應經過司法機構審判，監察院亦曾彈劾警察未經查證便將民眾當作「流氓」。儘管社會各界批評流氓管訓制度，但該制度取締目標仍不斷增加，被認定「擾亂治安」、「不務正業」、「遊蕩懶惰邪辟成性」者都被推定成「流氓」。到了1970年代，許多臺灣文藝青年流行類似「嬉皮」的裝扮。王信福便喜歡標新立異的穿搭，經常穿著花色襯衫、留著長髮，並喜歡觀賞布袋戲。但同時間，中華民國政府認為「奇裝異服」是嚴重的問題，大力取締「奇裝異服」人士，警察可以隨時根據《違警罰法》街頭臨檢，並帶到派出所教訓、拘留。
因為穿著花色襯衫、頭髮太長等原因，王信福多次被嘉義市政府警察局警察依照《違警罰法》拘留3天。某日，王信福結束學徒工作，前往戲院觀賞布袋戲，至晚間11時多散戲。警察攔住正要回家的王信福，認為其「深夜在外遊蕩」而帶回警察局，並依照《違警罰法》拘留7天。同年，王信福已經達到移送管訓的最低年齡。在累積幾次違反《違警罰法》紀錄後，沒有案底的王信福便被認定是「流氓」。在拘留7天後，臺灣警備總司令部依照《臺灣省戒嚴時期取締流氓辦法》，沒有讓王信福通知親屬，直接移送小琉球職業訓導第三總隊管訓。
臺灣警備總司令部將流氓管訓制度定位為《中華民國刑法》的「保安處分」，集中管理登記在案的「流氓」並強迫勞動，整個過程完全沒有經過法院審判，也沒有明訂管訓期限。職訓總隊是類似軍事監獄的地方，由臺灣警備總司令部安排軍人管理，對管訓人員實施軍事教育、並限制行動與行為。職訓總隊的生活圍繞在諸多「考核」事項，裡面獎懲分明，並由各級政治作戰人員主辦政治工作與訓導工作。當時的琉球嶼是軍事管制地區，王信福與其他職訓總隊隊員一起從事苦工，而如果犯規就得搬運大石頭繞圈懲罰。

### 管訓入獄
1971年，行政院國軍退除役官兵輔導委員會榮民工程事業管理處興建南橫公路。在中華民國總統蔣中正的旨意下，小琉球職業訓導第三總隊調派王信福及200名管訓人員，前往臺東縣關山鄉向陽工地支援開鑿中央山脈。他們在預定公路旁邊架設便道，在岩層中埋設炸藥炸開山壁。由於每天都有人因事故而死，活著的人還要幫忙抬屍體。1972年1月3日，王信福將朋友黃福來的屍體抬離現場後，和另外2位隊員逃離工地。三人往東避開甲仙鄉的「力行總隊」，一人在天龍吊橋被抓到，剩下兩人切下谷地下山。王信福隨後與夥伴道別，攔下卡車逃回嘉義市。
由於不能繼續學習木工，王信福只好在嘉義車站前面替計程車拉客賺錢。1個多月後，王信福被警察逮捕，並得到第一個案底——逃脫罪。在服完逃脫罪刑期後，王信福回到職訓總隊，並被送到屏東縣里港鄉的沙石場工作。由於在沙石場完全是在做廉價勞工，王信福等4個朋友跳下軍用車輛，並逃跑回家。在嘉義市老家住了2個月後，王信福又被抓回職訓總隊，不久就被送到蘭嶼。1977年左右，王信福寫信通知要結訓回家，其母親與妹妹並沒有得到確切日期，兩人便在臺東縣旅社住了半個月，才等到王信福上岸。但過了沒多久，王信福又接到兵單。
在王信福服兵役的時候，母親的身體已經大不如前，妹妹帶著母親前往許多地方看病。即使身體不適，母親吩咐妹妹不要告訴王信福。但為了探視生病的母親，王信福第三次逃跑回家。在逃兵被抓回去後，王信福被關在國防部臺南監獄。其後妹妹決定帶著母親前往臺灣北部看病，在林口長庚紀念醫院進行手術。不過可能因為拖延過久的緣故，母親在回家後逝世。其後，王信福的朋友蔡振義與李慶臨找到中華民國國軍高層作保，幫助王信福在母親出殯時請假，且全程受到相當的禮遇、沒有層層戒護。而王信福出獄沒多久，就又再次進入監獄。
在幾年間，王信福累積偷竊、脫逃、持有槍械、企圖謀殺等案底，經判刑確定，數次關押看守所或監獄服刑，並被送去職訓總隊管訓。隨著母親逝世、妹妹結婚，王信福不再逃跑。1988年，中華民國總統蔣經國逝世，全國減刑。王信福因此縮短刑期，提前在同年底假釋出獄。其後，王信福與朋友合資開設一系列店名「哥登」的服裝店、咖啡店、酒店與茶行。王信福主要負責「哥登茶行」，在興業北路與新民路路口租透天厝，一樓當店面、樓上是住家。茶葉貨源來自阿里山鄉石桌等地種茶戶。王信福還與李慶臨合夥開設「哥登酒店」，並結交女朋友張清梅（綽號「阿梅」）。

## 涉入案件

### 槍擊案件

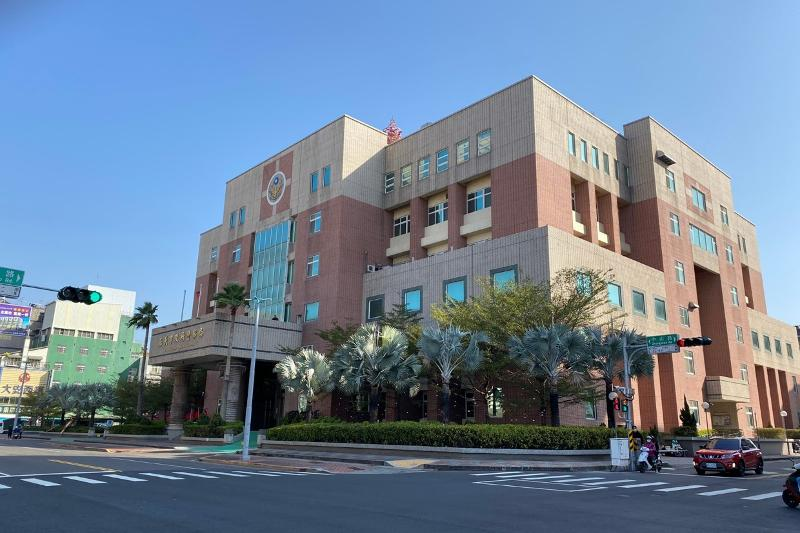
1990年8月10日，嘉義市政府警察局警察黃鯤受與吳炳耀在「船長卡拉OK」遭到槍擊，兩人搶救無效。

1990年夏季，王信福知道張清梅已經懷孕，且其原訂8月8日出獄，決定往後要穩定生活。8月9日晚間11時，王信福與張清梅邀請李慶臨、陳榮傑（綽號「阿傑」）、洪清一（綽號「大目仔」）、李清泉（綽號「阿泉」）、蔡永祥（綽號「大松」）、蔡淵明（綽號「銅管蔡」）、許天助、吳俊翰（綽號「阿弟」）、顏淑香（綽號「小采」）等朋友一起慶祝。他們在王信福的「哥登茶行」喝酒，在轉往李慶臨的「哥登酒店」時，洪清一有事先走，其後又到蔡淵明的「嘉年華卡拉OK」喝酒。8月10日清晨，王信福等人決定到嘉義市延平街的「船長卡拉OK」捧場。
甫剛開張的「船長卡拉OK」由洪清一與林玉鑫共同經營，鄭山川、呂美枝、李麗虹、柯景心、顏淑芳、蔡宏平、賴惠珍等服務生均為新手。一樓大廳設有舞臺與螢幕，二樓則有包廂。同日，嘉義市政府警察局第一分局長榮派出所警察黃鯤受、北興派出所警察吳炳耀結束勤務，到「船長卡拉OK」吃消夜，與洪清一坐在一號桌。清晨近3時，王信福、張清梅等4人坐在斜對桌，洪清一介紹雙方認識並禮貌敬酒。不久李慶臨等7人和王信福會合，在大廳中央把4張小桌併成一桌，歌唱並飲酒作樂。洪清一在一號桌與黃鯤受聊天，蔡淵明也加入會話。
清晨3時多，王信福想要唱1985年版《藍與黑》，但聽到顏淑芳放成1966年版《藍與黑》，王信福大為不滿。其後王信福重點歌曲，但第二次還是放錯歌曲，因而當眾咆嘯、大聲叫罵。另一方面，李慶臨暫時離開「船長卡拉OK」並帶回一把手槍，與陳榮傑走出店外交談。大約10分鐘後，陳榮傑單獨進來，便朝黃鯤受、吳炳耀開槍，兩人送往嘉義市仁友醫院急救無效。其中黃鯤受中一槍，子彈從兩唇之間射入打碎牙齒、卡在後頸，左總頸動脈破裂而出血過多休克。躺在沙發休息的吳炳耀胸腹部中一槍，子彈射穿心臟與肺臟，並卡在後頸。
陳榮傑開槍後，搭乘計程車離開罪案現場，前往朋友李淑錦（綽號「咪咪」）住家10分鐘。李慶臨先是駕駛轎車載女朋友離開罪案現場，隨後聯絡陳榮傑、並載著後者逃脫。稍晚，王信福與張清梅也坐上許天助的摩托車離開罪案現場。當警方趕到時，王信福、李慶臨、陳榮傑與其他酒客已經離開，林玉鑫與服務生則把罪案現場清洗乾淨。清晨，李慶臨帶著陳榮傑前往洪大峰與隋薇夫妻家。洪大峰與李慶臨、王信福都是朋友。在李慶臨指示下，陳榮傑把手槍及子彈留在隋薇家，其後隋薇便把手槍、2顆子彈、2顆彈殼丟棄至附近草地。

### 偵訊定調
陳榮傑與李慶臨日常關係密切，李慶臨安排陳榮傑擔任「哥登酒店」副理，真正工作是服侍李慶臨。雖然李慶臨曾對陳榮傑說要一起逃亡，但在隋薇取走兇槍後，再也沒有出現。8月10日中午12時，洪大峰趕走陳榮傑，陳榮傑找上朋友鍾政陶四處遊蕩。8月11日早晨，鍾政陶載著陳榮傑到西螺交流道，搭乘遊覽車前往臺北市。陳榮傑到了臺北市，與程玉珠、程榮欽、程容明見面，程榮欽交付3.5萬元當作跑路費。幾天後，程榮明、程榮欽安排陳榮傑與李慶臨見面，李慶臨要求幫助串供。同時間，所有罪案現場的關係人亦潛逃各地。
在案發後，嘉義市政府警察局立即成立「0810專案小組」偵辦。警方在第一時間偵訊服務生，鄭山川、呂美枝、李麗虹供述案發經過，因而得知洪清一認識顧客、並有顧客不爽叫罵。在案發7小時後，洪清一製作第一份警詢筆錄，指認罪案現場有兩桌顧客，並目擊槍手「阿傑」一個人開槍。當時陳榮傑是剛滿18歲的小弟，洪清一並不知道本名。同日下午，警方把洪清一提到的人名都當作犯罪嫌疑人，調出李慶臨、蔡淵明與王信福的口卡，讓服務生們指認。警方懷疑槍手背後一定有共犯、而洪清一仍然有所隱瞞，持續偵訊洪清一至隔日清晨4時。
新任內政部警政署刑事警察局局長盧毓鈞非常重視這起案件，指示外勤隊辦案人員全力偵辦，偵查第三大隊亦支援逮捕行動。8月12日，警方專案小組查出幾位酒客身份，鎖定李慶臨、王信福、陳榮傑，並透過八號分機通令各縣市警察局查緝11名犯罪嫌疑人。專案小組懸賞陳榮傑30萬元、王信福20萬元、李慶林10萬元，並通報出入境管理局限制出境。同日，洪清一到警察局製作第二份筆錄，這時警方已經認定「王信福是案件主謀」，在偵訊時出現壓迫性質的問話。同日，李清泉亦主動向警方說明，表示並不清楚詳細的情形。
8月13日，洪清一製作第三份筆錄，提出「交槍說」的情節。洪清一陳述是王信福交槍給陳榮傑，後者便向黃鯤受與吳炳耀各開一槍。洪清一還表示王信福素行不良，並曾經恐嚇威脅他。8月14日至8月16日，除李慶臨的哥哥李耀昌外，警方陸陸續續通知酒客到案，並在嘉義市及嘉義縣布袋鎮逮捕蔡永祥和吳俊翰。酒客們的證詞包括王信福指責洪清一、王信福交槍給陳榮傑、王信福與陳榮傑密商，李慶臨與陳榮傑店外交談、李慶臨接應陳榮傑，並添加黃鯤受回嘴的情節。但在偵訊期間，吳俊翰滾下樓梯緊急送醫，李清泉則是遭到長時間偵訊。

### 投案逮捕
在這期間，李慶臨透過程榮明決定陳榮傑的逃亡路線，動用人脈與金錢援助，並限制其行動。程榮明聯絡朋友甲，在天津街住處收留陳榮傑。幾天後，朋友甲改讓陳榮傑住在新生北路住處。幾天後，程榮明聯絡朋友乙，在同安街住處收留陳榮傑。朋友乙又聯絡朋友丙（新生北路）、朋友丁、朋友戊（赤峰街）先後收留陳榮傑。後來朋友丁又把陳榮傑帶回朋友丙在新生北路住處。陳榮傑供稱自己曾與溫姓角頭計劃綁架一位臺北市的富裕商人，並在計劃得逞後前往中國大陸躲藏。同年9月，刑事警察局偵查第一大隊三次率隊逮捕陳榮傑未果。
10月5日，李慶臨向刑事警察局及嘉義縣市政府警察局聯合專案小組投案，聲稱整件事情都與他沒有關係，也未聯絡陳榮傑或王信福。10月6日，嘉義市政府警察局把李慶臨、陳榮傑、王信福列為殺人共同正犯，認為有犯意聯絡與行為分擔。為了逮捕兇嫌，專案小組成員還一度請示通靈人士。10月17日，刑事警察局偵查第一大隊與臺北市政府警察局逮捕陳榮傑，在24小時內製作3份筆錄。陳榮傑提到曾與李慶臨見面，並供出兇槍下落。10月18日，陳榮傑移送臺灣嘉義地方檢察署。同日，李慶臨最初仍表示沒有聯絡陳榮傑，其後承認有此事。
李慶臨矢口否認有共同殺人罪行，但許多說詞與其他證人的說法不同。陳榮傑關於李慶臨的筆錄穩定，指出李慶臨提供兇器、接應兇手、湮滅證據、勾串證詞。由於許多人曾收留陳榮傑、或提供逃亡費用，導致多人遭到逮捕。10月19日，隋薇落網後，帶著警方去嘉義市彌陀路附近草地，起出兇槍及子彈。嘉義市政府警察局函送隋薇至臺灣嘉義地方檢察署核辦。刑事警察局鑑定扣案手槍是美國柯特製造公司.38右輪手槍，並以試射法認定是兇槍。雖然隋薇堅持不知道袋子裡是凶槍，但檢察官仍以藏匿人犯、隱匿證據的罪名起訴。
不過，陳榮傑關於王信福的筆錄與證詞極不穩定，把開槍責任推給王信福，並與在場其他證人的證詞互相矛盾。10月17日及10月18日，陳榮傑描述先前不曾出現的「王信福與員警」衝突場景，表示王信福交槍給他，並「扶手肘」命令開槍。陳榮傑自第三次警詢及偵訊開始推翻證詞，改稱王信福先開一槍殺死一人，自己也只開一槍殺死一人。在完成陳榮傑的筆錄後，警方再次為李清泉、洪清一與許天助製做筆錄，並得到李慶臨外出取槍、王信福交槍給陳榮傑、王信福站在陳榮傑身旁的證詞。同時，洪清一還說自己曾在8月18日被陳榮傑威脅。

### 案件審判

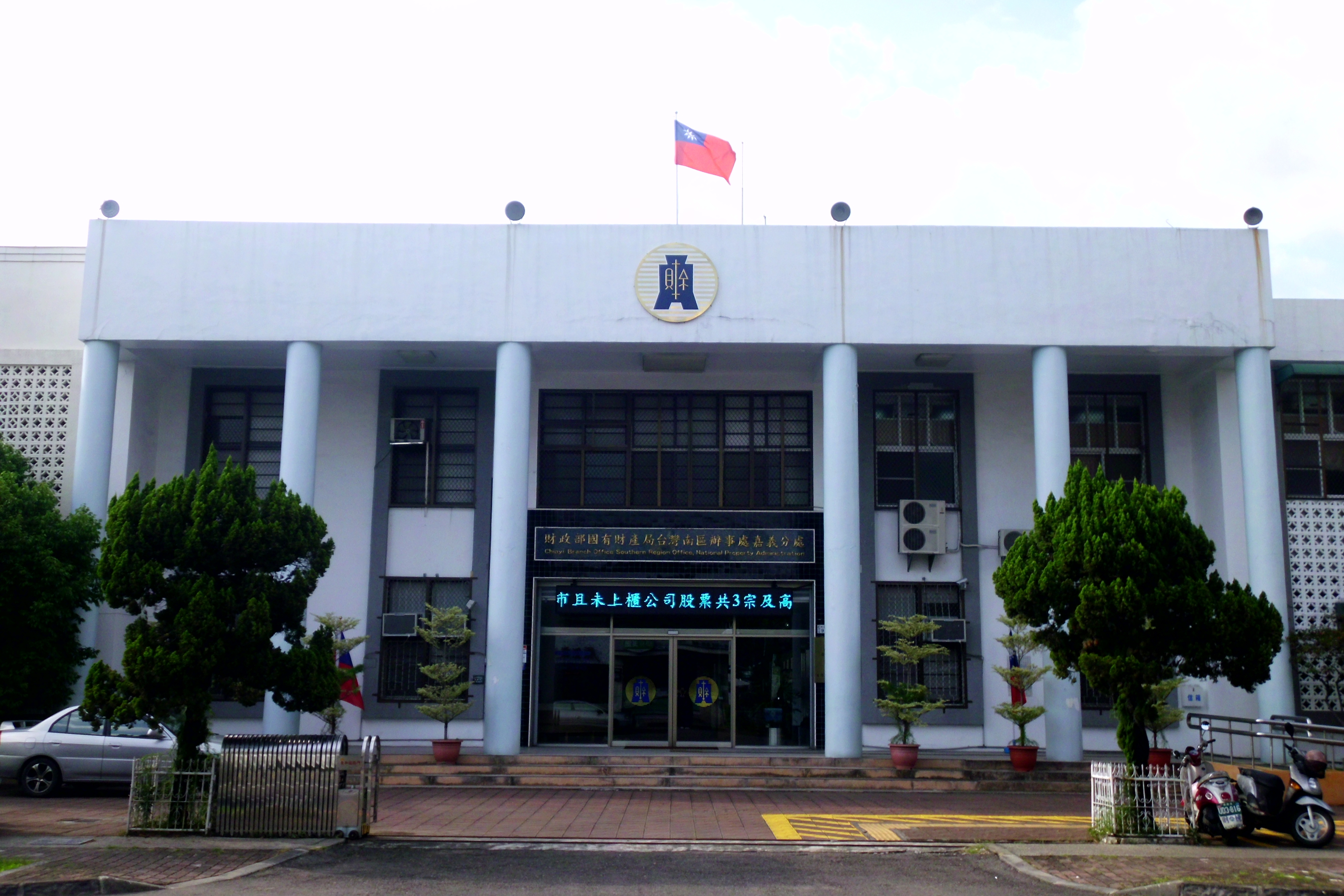
1990年12月，臺灣嘉義地方法院開庭審理，一審判決判處陳榮傑死刑、李慶臨有期徒刑2年6月。王信福則未到案，並遭到警方通緝。

1990年12月3日，臺灣嘉義地方檢察署以殺人罪起訴王信福、李慶臨、陳榮傑，要求從重量刑。檢察官採信「一人一槍」說法，指王信福朝黃鯤受開一槍，陳榮傑朝吳炳耀開一槍。12月4日，一審第一次開庭，訊問陳榮傑與李慶臨。由於李清泉翻供，第二次開庭傳喚王志宏，第三次開庭辯論終結。1991年2月9日，臺灣嘉義地方法院79年度重訴字第493號判決，李慶臨無故持有手槍，判處有期徒刑5年，減刑2年6月；陳榮傑共同連續殺人，判處死刑。法院認定王信福扶著陳榮傑手肘連開兩槍，李慶臨取槍是因王信福與酒客有不愉快。
不過檢察官堅持李慶臨是共同正犯，與王信福、陳榮傑有犯意聯絡，檢辯雙方均上訴。1991年4月9日，臺灣高等法院臺南分院第一次開庭，訊問陳榮傑與李慶臨。4月16日，第二次開庭訊問陳榮傑與李慶臨。4月30日，第三次開庭傳喚陳榮傑。三次開庭以基本案情訊問被告，不過受命法官洪佳濱被調去民事庭。7月9日，在更換法官後，第四次開庭傳喚鄭山川。8月1日，二審辯論終結。其後臺灣高等法院臺南分院80年度上重訴字第445號判決，維持一審判決，李慶臨有期徒刑2年6月，陳榮傑死刑。同時判決認定陳榮傑是王信福的保鑣。
其後檢察官、陳榮傑與李慶臨均上訴，但檢察官立場已經軟化。最高法院80年度台上字第5337號判決，指摘原判決並未說明筆錄取捨，發回臺灣高等法院臺南分院。12月17日，更一審第一次開庭訊問李慶臨，並在12月26日訊問陳榮傑與鄭山川。1992年1月7日，第三次開庭傳喚8人，李清泉到庭。1月21日，第四次開庭傳喚6人，僅有顏淑香、李淑錦到庭。2月11日，第五次開庭傳喚洪清一、許天助、吳俊翰未果。在3月10日辯論終結後，3月17日宣布再開辯論。4月16日，第八次開庭傳喚酒客「金柱」到庭，在4月28日辯論終結。
5月5日，臺灣高等法院臺南分院80年度上重更一字第160號判決，認定陳榮傑共同連續殺人，判處死刑；李慶臨違反《槍砲彈藥刀械管制條例》，判處5年有期徒刑，減刑2年6月。判決認定王信福將手槍交給陳榮傑，扶著手肘指向2名警員，命令朝黃鯤受、吳炳耀各射擊一槍。更一審還解釋李慶臨外出取槍是為了酒客「金柱」。由於檢察官沒有上訴，李慶臨的部分定讞，陳榮傑的部分則上訴最高法院。在父親陳成然的鼓勵下，陳榮傑寫下自白。1992年8月6日，最高法院審理81年度台上字第3823號判決，駁回上訴，陳榮傑死刑定讞。

## 長期逃亡
王信福是登記在案、並有案底的「流氓」，辦案人員懷疑是幕後指使者。王信福覺得自己一定會被冤枉，不敢出面投案。王信福沒有與陳榮傑見面或聯絡，也未過問兇槍下落。警方調查稱，王信福經常出入臺北市及高雄市賭場。1990年11月，刑事警察局偵查第三大隊逮捕走私槍械、珠寶的呂學成與劉宮佳，但在誘捕王信福時被逃掉。1991年，因為傳喚、拘提未果，臺灣嘉義地方法院通緝王信福。刑事警察局透過八號分機全面追緝，要求各地警察單位逮捕歸案。王信福被列為十大槍擊要犯，並被刑事警察局列為要犯查緝對象。
在臺灣嘉義看守所期間，陳榮傑對外訊息來源深陷李慶臨家人與朋友網絡。程榮明告訴陳榮傑，王信福已經把事情推給他，但會找曾振農出面擺平、並照顧其家人。當陳榮傑發覺訴訟不如預期，不滿王信福失信毀約，並翻供說其有開槍。在更一審後，王信福委託鄭姓律師接觸陳榮傑，並與陳成然通話。陳成然說李慶臨在一審賄賂法官110萬元，並在二審出比自己更高的價格。陳成然作證李慶臨透過哥哥李慶隆給100萬元，並承諾會再給800萬元，希望陳榮傑能繼續串供。陳成然指控李慶臨欺騙陳榮傑，而其委託的律師亦被收買。
當時法院未實施對質詰問，王信福也沒有到案，而未判處罪刑。1992年8月20日，陳榮傑執行槍決，得年20歲。在陳榮傑執行死刑後，被指控是「主嫌」的王信福害怕自己與陳榮傑一樣立刻被槍斃，對於要在司法機關得到平反感到絕望。王信福趕緊潛逃出境，並逃到中華人民共和國。1993年3月31日，在抵掉羈押日子後，李慶臨的有期徒刑執行完畢，並離開臺灣。而王信福逃亡中華人民共和國長達16年，大多躲藏在福建省、廣西壯族自治區、上海市、杭州市一帶，幫助朋友經營餐廳、及職業棒球與六合彩簽賭。
在1990年代，王信福在福建省發生交通事故，必須摘除左眼球。由於沒有合法身分，王信福尋求密醫安裝珊瑚材質義眼，但導致神經發炎。由於眼疾發作，王信福購買變造的「杜春傑」中華民國護照，以回到臺灣治療並探望親屬。警方則懷疑王信福要買賣槍械牟利。2005年，王信福返回臺灣醫治眼疾，但並未根治。2006年10月10日，由於眼疾復發，王信福由香港國際機場返回臺灣桃園國際機場。刑事警察局中部打擊犯罪中心則接獲線報，在王信福入境時逮捕，並移送臺灣嘉義地方法院。

## 回臺審判

### 重啟審判
2006年12月18日，臺灣嘉義地方法院進行準備程序庭。檢察官沒有重新偵查蒐證，直接使用1990年起訴書、1992年判決書起訴，起訴內容與先前判決幾乎沒有差別。檢察官指控王信福槍殺黃鯤受，再命令陳榮傑槍殺吳炳耀，但王信福否認有殺人犯行。王信福表示只對放歌錯誤略有微詞，沒有和警察或老闆發生口角衝突，且聽到槍響才看到2名男性倒臥地上。王信福還提到李慶臨與李耀昌在1988年是大家樂組頭，曾被黃鯤受、吳炳耀移送法辦，因而命令小弟報復。這時王信福的同案被告案件已經結束，洪清一、蔡淵明與蔡永祥等人也逝世。
由於過去審判全靠警詢筆錄的供述性證據，辯護律師在一審傳喚李清泉、許天助、吳俊翰、張清梅、呂美枝、鄭山川等人出庭。許多人在法庭上的證詞對王信福有利，並推翻自己先前對王信福不利的證詞。歷審判決均引述吳俊翰在警詢時的證詞，不過吳俊翰在臺灣嘉義地方法院出庭作證時，證稱案發後被警察刑訊逼供，蒙眼摔下樓梯而心生恐懼，因此依照警方指示製作筆錄。李清泉亦揭露當初承辦警察施壓，並且刻意誤導、登載不實。一審還傳喚陳成然出庭，指控李慶臨欺騙陳榮傑說會給1,000萬元安家費，並承認當時收下100萬元。
儘管臺灣嘉義地方法院發出許多張傳票，但李慶臨、李耀昌並未到庭，無法透過對質詰問辨別證詞。陳榮傑供稱是王信福交付右輪手槍，但王信福主張從來沒有摸過兇槍，要求法庭辨識指紋。臺灣嘉義地方法院函送一支「左輪手槍」至刑事警察局，鑑定手槍上是否留有王信福的指紋。刑事警察局鑑定結果表示，手槍上的指紋因為紋線不清或特徵點不足，無法比對。王信福的律師要求重做鑑定，不過一審法官拒絕。王信福案卷宗編目紀載臺灣嘉義地方檢察署有9卷卡式錄音帶，但在要求閱卷時，檢察機關找不到應永久保存之偵查錄音帶。
臺灣嘉義地方法院囑託刑事警察局對王信福實施測謊機鑑定，鑑定結果為圖譜反應欠缺一致性，無法有效鑑判。法官曾想讓吳俊翰測謊，但法務部調查局和刑事警察局回覆不宜測謊。2008年1月29日，臺灣嘉義地方法院95年度重訴緝字第2號刑事判決，依殺人罪判處死刑，褫奪公權終身。一審判決刪掉「保鑣說」，但認定陳榮傑是「哥登酒店」副理，平時緊隨王信福、李慶臨。一審判決還認定吳俊翰警詢的證述可以採用，但其辯稱遭到刑訊逼供則無根據。判決還說李慶臨兄弟曾因大家樂而被警察逮捕，但不可能為此報復警察。

### 死刑定讞

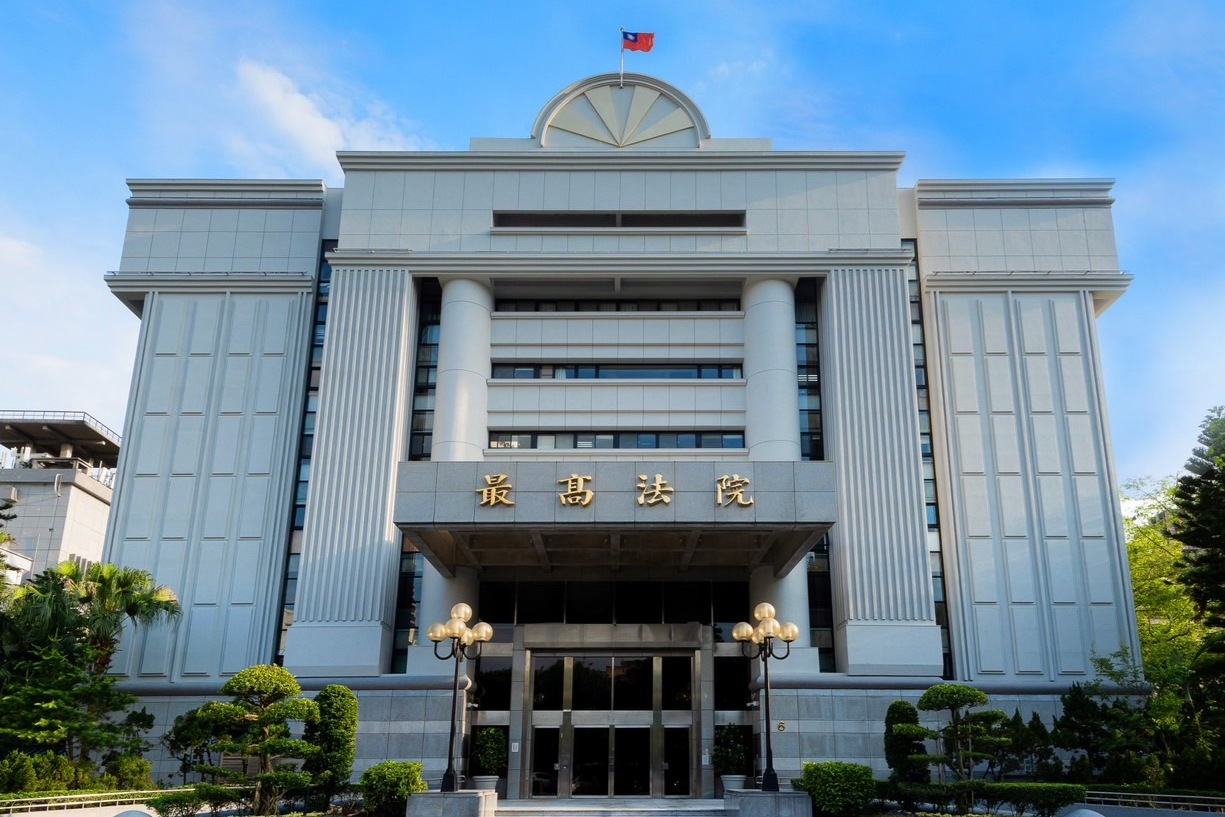
2011年7月27日，最高法院駁回上訴，維持臺灣高等法院臺南分院判決，王信福死刑定讞。

在王信福案裡，辯護律師要對抗陳榮傑案的幾項認定：陳榮傑是王信福的保鑣、王信福謾罵警察、王信福把手槍交給陳榮傑、王信福扶著陳榮傑手肘開槍、王信福命令陳榮傑開槍等。2008年6月19日，臺灣高等法院臺南分院97年度上重訴字第284號刑事判決，判處王信福死刑，此次只花3個月時間。其中二審召開一次準備程序庭、一次審理程序庭，王信福要求傳喚的證人沒有來，法院在當天辯論終結，並在9天後宣判。9月4日，最高法院97年度台上字第4263號刑事判決，指摘原判決援引吳俊翰警詢陳述，但未釐清供述的「一樣東西」即陳榮傑殺人的槍械。
在更一審時，吳俊翰在臺灣高等法院臺南分院出庭作證，再次證稱被警察刑訊逼供。不過法院傳喚當時製作筆錄的警察余松政、吳振輝出庭，兩人則說並沒有刑訊逼供，其他則已經記不得。更一審還傳喚程榮明出庭，同樣證稱遭到警察刑訊逼供，進入看守所時滿身是傷，且該指控在案發不久便明確告訴法官。法院還試著拘提李慶臨與李耀昌，但兩人已經不見。2009年8月25日，臺灣高等法院臺南分院97年度上重更(一)字第305號刑事判決，判處王信福死刑。法院並不採信吳俊翰被刑訊逼供的說法，並認為其提到的情況只是「滾下樓梯」而已。
此後法院傳喚的證人愈來愈不重要，許多人出庭都說自己不記得，或改口說沒看到槍擊現場。更二審發現李慶林與李耀昌的賭博罪確有其事，但卷證已銷毀。2010年6月29日，臺灣高等法院臺南分院98年度上重更（二）字第337號刑事判決，再次判處王信福死刑。陳成然在更三審出庭，不再承認收到100萬元，甚至主張陳榮傑沒有開槍。2011年6月2日，臺灣高等法院臺南分院99年度上重更（三）字第214號刑事判決，維持死刑判決。法官認為吳俊翰的刑訊逼供說法是孤證而不值得採信，且李慶臨兄弟因為時間間隔太久而不可能報復。
2011年7月27日，最高法院100年度台上字第3905號刑事判決駁回上訴，維持死刑量刑，王信福死刑定讞。王信福為2011年第十位死刑定讞犯。判決認定李慶臨外出取槍並交予王信福，因為服務生放錯歌曲、老闆沒有敬酒，王信福與老闆發生口角。王信福將手槍交給陳榮傑，用手指向警員並稱「結掉這二個」，命令射殺2名警察。該內容引用陳榮傑在1990年10月17日及10月18日警詢中的供述。合議庭認為王信福與2名警察不熟、也沒有深仇大恨，但否認犯罪且毫無悔意，因此有必要與社會永久隔離。

### 救援行動

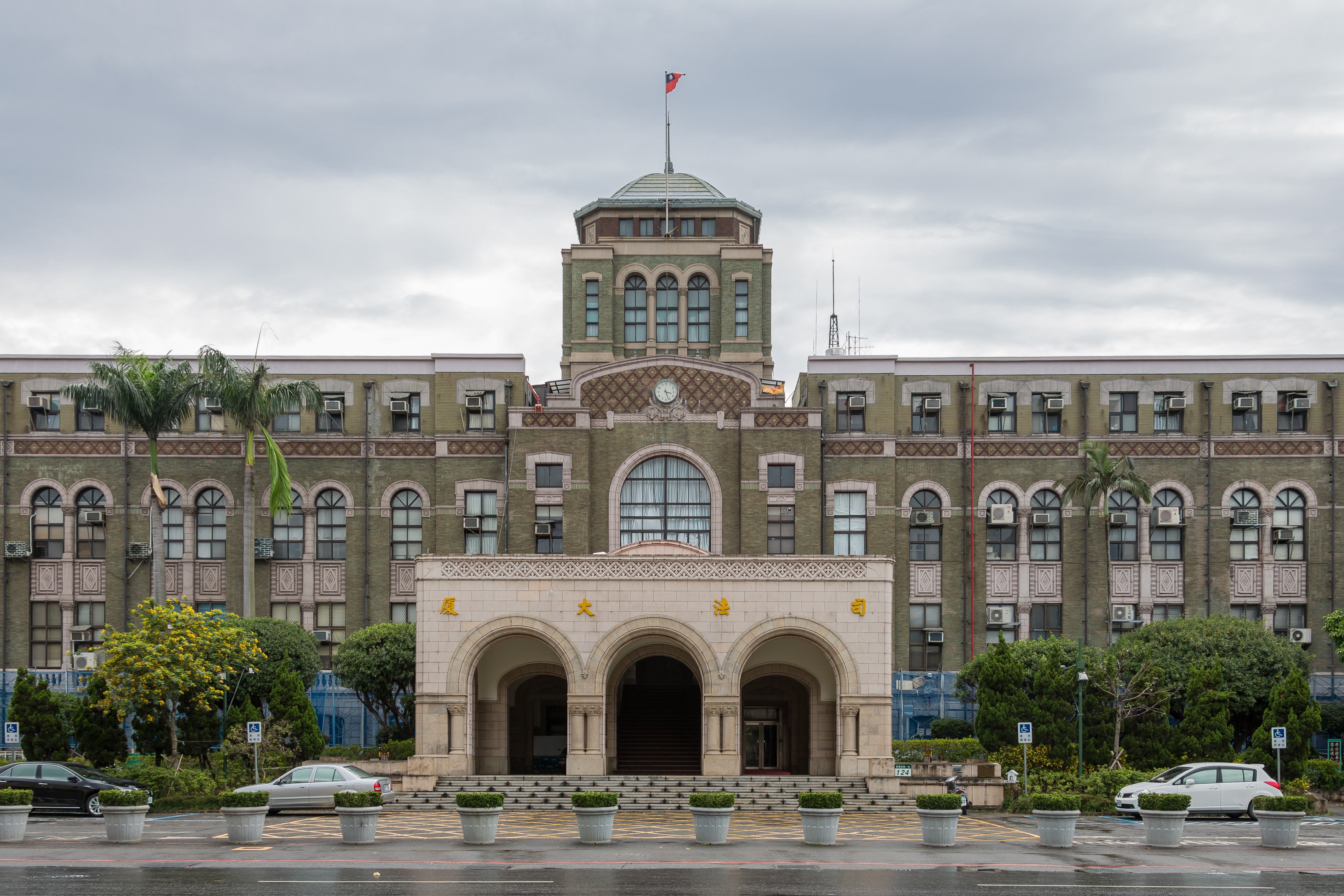
2024年1月，對於王信福主張《中華民國刑法》死刑規定有違憲之虞，憲法法庭進行審理。

王信福案關鍵證據稀少且欠缺真實性擔保，歷次判決並未詳查及鑑定取槍殺人過程、犯案槍械指紋，亦未傳喚關鍵證人李慶臨到庭作證。判決無視對王信福有利的調查結果，大量使用警詢筆錄當作定罪證據。其中歷次判決認定王信福命令陳榮傑開槍殺人，是依據陳榮傑的陳述作為有罪的唯一或主要證據。但除了陳榮傑外，在場其他人的證詞都無法證明「王信福命令陳榮傑」，亦沒有看到「扶手肘」 的動作、或聽到「結掉那二人」的話語。原先扣案的右輪手槍，在鑑定時變成左輪手槍，並從一審到更三審都沒發現錯誤。
在2011年7月到2013年12月間，臺南市當地律師協助聲請4次再審，律師王怡今聲請1次非常上訴，以及聲請1次釋憲，但均遭駁回。2017年，律師提出赦免請求訴願遭駁回，其後的行政訴訟、抗告亦遭駁回。2018年，作家張娟芬在司法院裁判書類簡化暨通俗化推動委員會示範改寫王信福判決。同年4月，張娟芬在「刑事法與憲法的對話」研討會發表《王信福案的結構證據分析》，指出定罪證據沒有真實性擔保。2019年開始，臺灣無辜者行動聯盟持續探視王信福。同年，王信福案的模擬法庭劇本完成，在校園演出一段時間。
2021年5月，臺灣廢除死刑推動聯盟、民間司法改革基金會等團體促請最高檢察署重新審查案件，但被以卷宗遺失等理由拒絕受理。同年7月，臺灣廢除死刑推動聯盟等人權團體宣布成立「王信福救援大隊」，串聯展開救援行動。同年11月，人權團體到監察院遞交陳情書，請求相關單位調查過失。同年12月，中央廣播電臺「移動錄音室」舉辦「寫一張給死囚的聖誕卡」線上講座，討論王信福案及邱和順案。2022年，在臺南雙警遇襲命案後，中國國民黨點名王信福仍未執行死刑，王信福救援大隊呼籲冷靜看待。
2023年8月，王信福等人對未到庭證人警詢筆錄得為證據聲請釋憲，憲法法庭宣告合憲，但不得做為被告有罪的唯一或主要證據。2024年1月，王信福主張《中華民國刑法》死刑規定有違憲之虞，憲法法庭合併邱和順等死刑犯聲請進行審理。同年2月，王信福、邱和順救援大隊在臺北市大稻埕號召關注。同年3月，監察院通過王美玉、高涌誠調查報告，籲請中華民國法務部提起非常上訴及再審，並追究證據佚失責任。調查報告認為陳榮傑的證述應不具證據能力，且測謊結果應為「無不實反應」。

## 個人生活

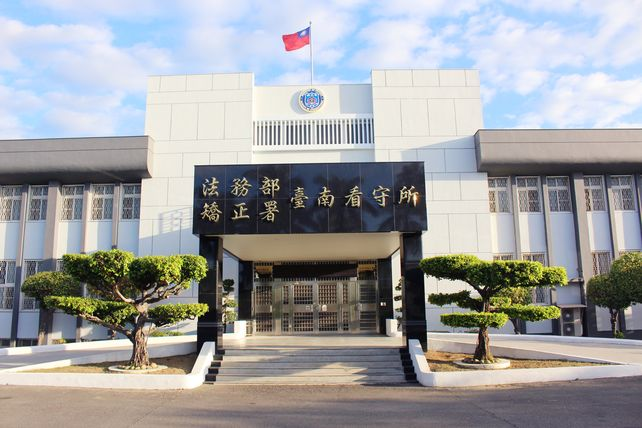
王信福是目前臺灣年齡最大的死刑犯，並關押在法務部矯正署臺南看守所超過10年時間。

王信福過去沒有好的學歷，紀錄並不清白，也不太為自己辯白。自2011年以來，王信福接受自己是「壞人」的認定而決定沉默，不做任何澄清或辯解，也不曾對律師或探視者提到過往經歷。直到2019年，王信福慢慢信任探視志工，陸續提起管訓經歷。王信福以「死刑定讞犯人」身份，關在法務部矯正署臺南看守所超過10年。救援團體對王信福的印象是一名靦腆微笑、佛珠不離身的長輩，監所管理員對王信福的評價亦很高。王信福在看守所裡被視為是「大哥」，經常幫忙勸告其他人的言行。由於不能在工廠工作，王信福每月上兩次繪畫課，學習繪製佛像。
王信福身高約173公分，左下巴一個黑痣。王信福的精神與體力不錯，但身體多少有些退化，並有老花、膝蓋骨贅等問題。王信福在餘暇時喜歡健身，每天花費30分鐘規律運動。因為膝蓋不好，王信福以伏地挺身、或滾輪等簡易健身器材自我鍛鍊。偶爾運動過量導致左眼微血管破裂出血，則改做一些和緩的甩手動作。因為左眼反覆發炎化膿，王信福曾經多次前往臺南市立醫院戒護就醫，每天要點3次眼藥水、睡前要點藥膏。後來國立成功大學醫學院附設醫院取出義眼，且癒後良好。每年監所會讓囚犯自願登記施打季節性流感疫苗，王信福亦開始施打公費疫苗。
在槍擊案件發生後，王信福躲藏起來，當時女朋友張清梅才19歲。到了2000年，張清梅與其他人結婚。王信福還有大小女兒，離開臺灣時大女兒剛滿1歲，小女兒則剛出生。王信福在家中排行老三，上面有兩位哥哥，下面有一位妹妹。王信福家中的男性很早就四處分散。王信福大哥本來要學習油漆工技術，但是施用毒品成癮。最終大哥倒臥路邊逝世，由王信福處理葬禮事宜。王信福的二哥王信長本來是要學習水泥匠技術，但是其不愛回家，後來被母親趕出去。在母親逝世後，王信長搬回平等街老家。王信長已經結婚，並養育4個小孩。
年紀最小的妹妹王美惠是王信福家中的養女，在其2歲時候收養，並在6歲上小學時才報戶口。由於臺灣九年國民義務教育實施，王美惠繼續讀完國民中學，成為家中學歷最高、最穩定的支柱。王美惠長期和母親在平等街老家生活，並在針織廠上班。在二哥王信長搬到老家後，王美惠先住進公司宿舍，後來改住女同事家，此後就沒有踏進平等街老家。其後王美惠和女同事在外地工作的哥哥結婚。王美惠的丈夫從事抽風機工作，並開設自己的工廠，自己亦幫忙管理。在大哥出獄時，王美惠曾叫大哥到工廠做工、晚上就睡在工廠，但大哥招來朋友一起吸毒。

## 造成影響

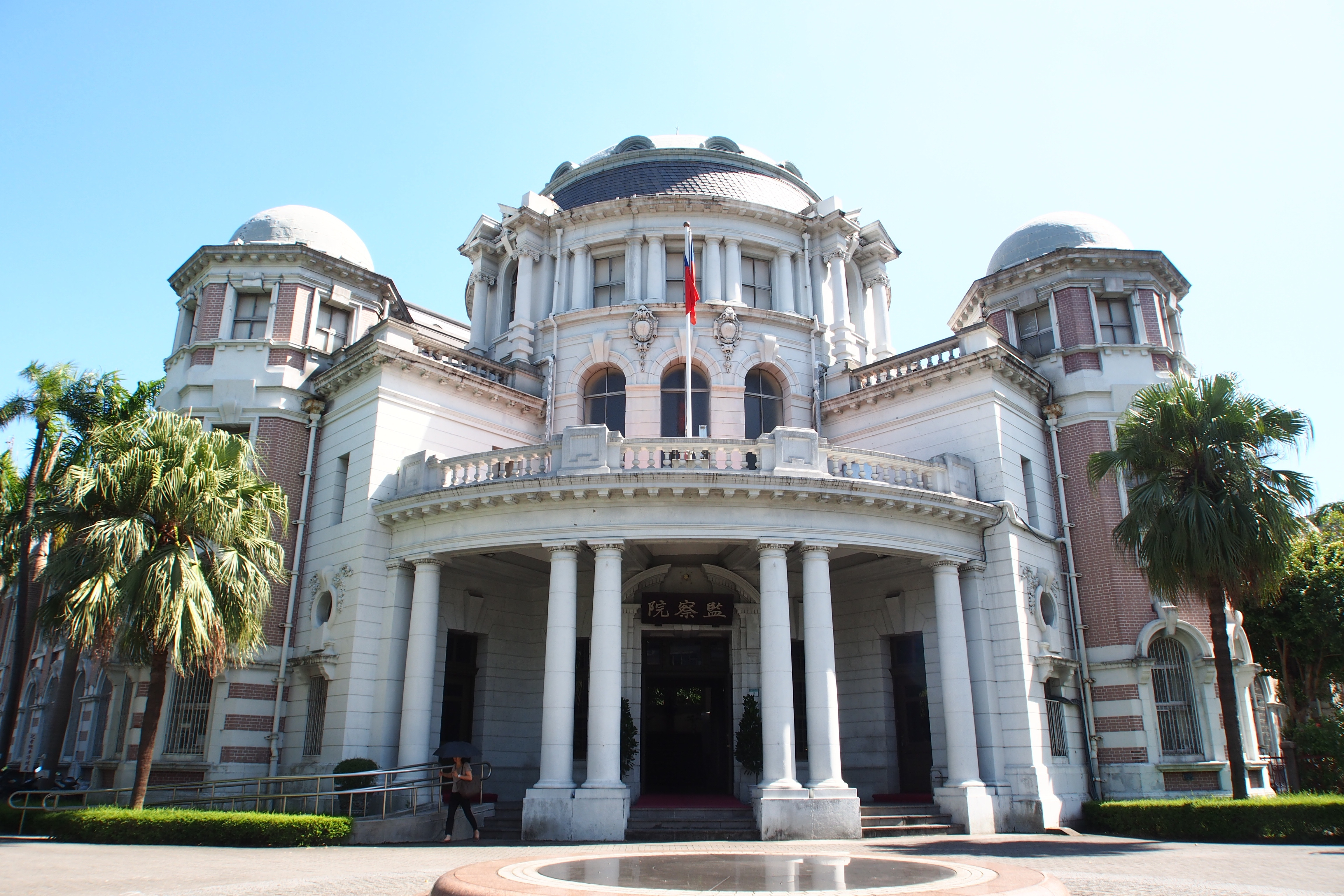
由於主要證據缺乏真實性擔保、不具證據能力等原因，監察委員王美玉與高涌誠認為王信福案屬於冤案。

在2019年，隨著84歲的死刑犯郭旗山病逝，王信福成為臺灣年齡最大的死刑犯。王信福涉入的兇殺案是發生於1990年，時間比蘇建和、劉秉郎與莊林勳案（1991年）、徐自強案（1995年）、江國慶案（1996年）、鄭性澤案（2002年）都要早，王信福的年齡也比他們要長一輩。由於該兇殺案是臺灣歷史上首起殺警案，成為社會矚目的重大案件。不過臺灣廢除死刑推動聯盟等人權團體將王信福案列為重點救援冤案，投入救援超過10年。由於主要證據缺乏真實性擔保、不具證據能力等原因，監察委員王美玉與高涌誠亦認為王信福案屬於冤案。
臺灣戒嚴時期的流氓管訓制度改變王信福的一生，人權團體視為是時代造成的冤案。儘管並非嚴格定義下的政治受難者，王信福遭遇到的行政不法和司法不公與政治冤獄有著類似特徵：有罪推定、疲勞訊問、刑訊逼供、無視辯護權及人權，並以訓導教誨名義汙衊人格、剝削勞動力等。在警察、檢察官、三個層級法官的制度慣性下，紀錄不清白的王信福被當成是最主要的犯罪嫌疑人，而具殺人動機的犯罪嫌疑人被定位為次要共犯。在司法體系轉為對抗制後，儘管審判調查結果都對王信福有利，但王信福案並沒有匡正判決，而是繼續用未經對質詰問的證據定罪。
王信福定罪的所有證據都出自證人的證詞，但製作卷證程序存在重大瑕疵，偵訊和審判過程亦不符合正當法律程序。當年刑案偵辦輕忽罪案現場跡證，沒有罪案現場照片，也沒有依比例繪製現場圖。警察認定王信福是主謀，藉由誘導訊問、脅迫施壓等手段製作筆錄，以此鞏固證人證詞。王信福案的供述證據前後矛盾，同一位證人的證詞說法前後不一致，但法律訟訴無法釐清細節。儘管沒有證據顯示王信福殺人或教唆殺人，但具有串供嫌疑的證詞被反覆採用。儘管數位證人在法庭上翻供，申訴偵訊過程遭到刑訊逼供或誘導訊問，但法官並不採納。
在救援大隊成立前，民間團體就開始進行座談、學術研討會、模擬法庭等救援行動。作家張娟芬在法務部矯正署臺南看守所採訪王信福，撰寫並出版《流氓王信福》一書。不同於過往冤案敘事的角度，《流氓王信福》爬梳戒嚴體制與流氓管訓制度。2022年10月，《流氓王信福》獲得臺灣文學獎「金典獎」。另外在2020年，張娟芬與導演錢翔完成電影《審判王信福》。《審判王信福》集合前死刑犯徐自強、鄭性澤、莊林勳、律師黃致豪、音樂評論家馬世芳、作家張惠菁等人共同演出，在藝文圈、社運圈引起不少話題。

## 外部連結
- （繁體中文） 王信福的Facebook專頁
- （繁體中文） 審判王信福的Facebook專頁
- （繁體中文） 審判王信福的Instagram帳戶
- （繁體中文） 王信福：司法審判的活化石 （页面存档备份，存于）